# Вајлерсбах (Горња Франконија)
Вајлерсбах (њем. Weilersbach) град је у њемачкој савезној држави Баварска. Једно је од 29 општинских средишта округа Форххајм. Према процјени из 2010. у граду је живјело 2.029 становника. Посједује регионалну шифру (AGS) 9474171.

## Географски и демографски подаци
Вајлерсбах се налази у савезној држави Баварска у округу Форххајм. Град се налази на надморској висини од 295 метара. Површина општине износи 8,6 km². У самом граду је, према процјени из 2010. године, живјело 2.029 становника. Просјечна густина становништва износи 235 становника/km².

## Међународна сарадња
| Мјесто | Држава  | Врста сарадње | Од    |
| ------ | ------- | ------------- | ----- |
| Лавис  | Италија | контакт       | 2000. |
| Извор  |         |               |       |